# Dschangyryk
Dschangyryk (kirgisisch Жаңырык) ist ein Dorf in Kirgisistan mit – Stand 2021 – 211 Einwohnern.

## Geographie
Das Dorf liegt im Rajon Batken des Oblus Batken. Es ist der Landgemeinde Daryja untergeordnet. Es liegt 68 Kilometer von Batken entfernt.

## Bevölkerung
| Jahr | Einwohner |
| ---- | --------- |
| 2002 | 194       |
| 2009 | 173       |
| 2021 | 211       |